# Piretroide

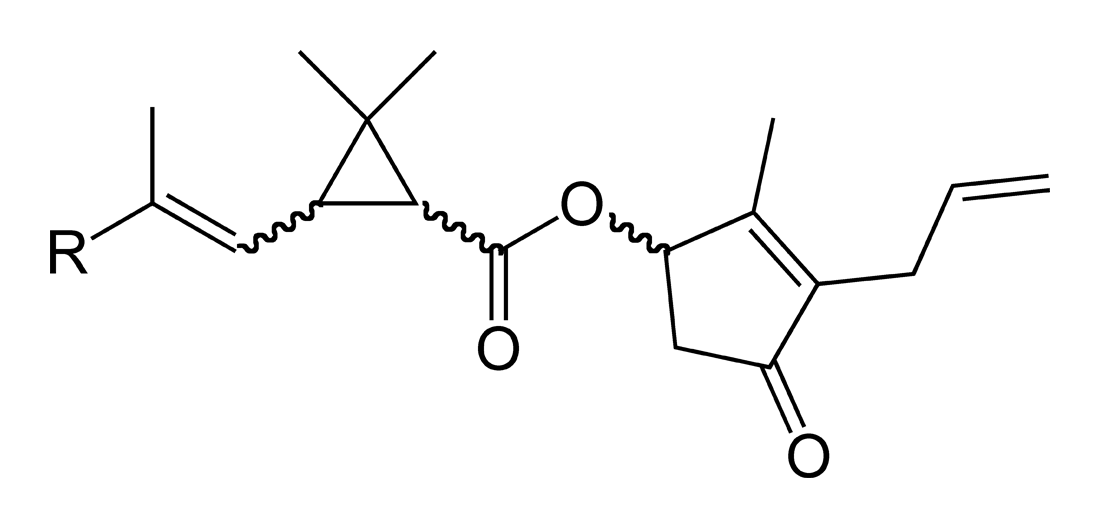
Al·letrina

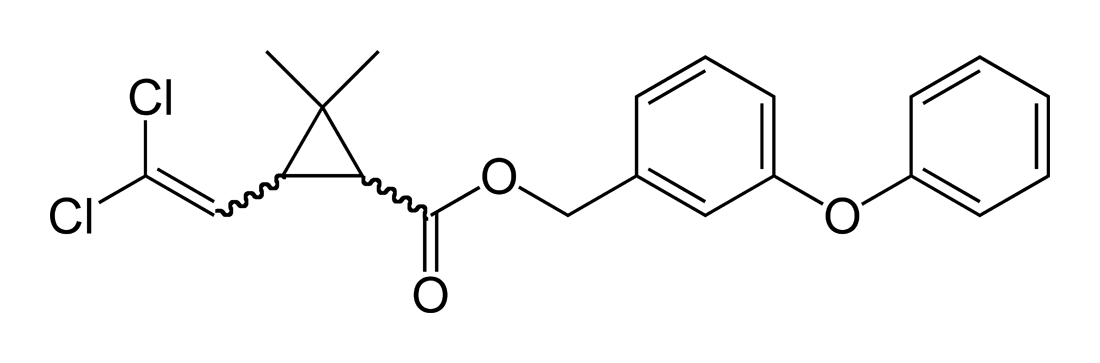
Permetrina

Un piretroide és un compost orgànic similar a les piretrines naturals, les quals són produïdes per les flors dels piretres (Chrysanthemum cinerariaefolium i C. coccineum). Els piretroides actualment constitueixen la major part dels insecticides comercials d'ús domèstic. En les concentracions en les quals es fan servir també tenen propietats repel·lents dels insectes i, en principi, no són perjudicials per als humans excepte en els casos d'individus que en siguin sensibles. Normalment, es descomponen per la llum i l'atmosfera en un o dos dies, i no afecten de manera significativa la qualitat de les aigües subterrànies. Tanmateix, els piretroides són tòxics per als organismes aquàtics.

## Mecanisme d'acció
L'exoesquelet dels insectes és suficientment porós perquè hi penetrin els piretroides; són verinosos per a aquests i els causen paràlisi per l'acció d'obertura sobre els canals de sodi de les membranes de les neurones.
El piretroides normalment es combinen amb el butòxid de piperonil, que és un inhibidor dels enzims oxidases i fa que es maximitzi la letalitat dels piretroides.

## Desenvolupament
Els piretroides van ser sintetitzats a la dècada de 1900 per un equip de científics de Rothamsted en investigar l'estructura de la piretrina I i II, i per Hermann Staudinger i Leopold Ružička en la dècada de 1920. Els piretroides representaren un gran avanç en el camp dels insecticides per la seva baixa toxicitat relativa en els mamífers i la seva normalment ràpida degradació. El model d'estudi va ser la piretrina natural i els piretroides són essencialment formes químicament estabilitzades d'aquest model natural.
La primera generació de piretroides es va desenvolupar en la dècada de 1960 i inclou els piretroides bioallethrin, tetramethrin, resmethrin i bioresmethrin. Són més estables que les piretrines naturals, però són inestables davant la llum solar.
Cap a 1974, l'equip de Rothamsted va descobrir la segona generació de compostos, que són més persistents i inclouen els piretroides permetrina, cipermetrina i deltametrina. Són més resistents a la degradació per la llum i l'aire i són adequats per a l'agricultura, però són més tòxics per als mamífers que els de primera generació. En les següents dècades, han estat substituïts per altres piretroides com el fenvalerat, lambda-cihalotrina i beta-ciflutrina. La majoria de les seves patents ja han expirat i actualment resulten més econòmics. Una característica indesitjable dels piretroides de segona generació és que són irritants de la pell i els ulls, i per evitar-ho se n'han desenvolupat formulacions com les suspensions encapsulades.

## Classes de piretroides

(1R,3R)- o (+)-transàcid crisantèmic

Flucitrinat

Els primers piretroides estaven relacionats amb la piretrina I i piretrina II i substituïen el grup alcohol de l'èster de l'àcid crisantèmic. També es produeix una altra família de piretroides alterant fragments àcids junt amb components alterats de l'alcohol, i això requereix una síntesi orgànica més elaborada.

### Tipus
- Al·letrina, el primer piretroide sintetitzat (ingredient actiu de l'insecticida Raid)
- Bifentrina,
- Ciflutrina, ingredient actiu de l'insecticida Baygon
- Cipermetrina,
- Cifenotrina,
- Deltametrina,
- Esfenvalerat
- Etofenprox
- Fenpropatrina
- Fenvalerat
- Flucitrinaat
- Imiprotrina, en Raid.[4]
- Lambda-cihalotrina
- Metoflutrina
- Permetrina,
- Pralletrina[5]
- Resmetrina,
- Silafluofen
- Sumitrina,
- Tau-Fluvalinat
- Teflutrina
- Tetrametrina
- Tralometrina
- Transflutrina, en Baygon

## Efectes sobre el medi ambient
A més de ser també tòxic per a insectes beneficiosos com les abelles i d'altres, els piretroides són tòxics per als peixos i altres organismes aquàtics. A nivells tan baixos com 2 parts per trilió, els piretroides són tòxics per a alguns insectes i invertebrats, que són la base de la cadena alimentària silvestre.
Els piretroides, de vegades, no es veuen afectats en els tractaments d'aigües residuals, per exemple a Califòrnia hi apareixen en nivells letals per als invertebrats.

## Seguretat i efectivitat
Els piretroides es consideren segurs perquè la majoria dels animals vertebrats tenen suficients enzims per a degradar-los ràpidament. La toxicitat per als vertebrats, incloent-hi els humans, ocorre en concentracions extremadament altes, però l'exposició repetida pot suposar un risc. S'ha informat de reaccions al·lèrgiques a la piretrina, però no als piretroides. Alguns piretroides (com la beta-ciflutrina) incorporen cianur, que pot donar sensibilitat amb una exposició repetida.
No està clara la relació entre els piretroides i l'autisme, encara que s'hi ha trobat una possible correlació.

### Resistència
Les xinxes del llit (cimícids) es van, pràcticament, eliminar a partir de la dècada de 1950 usant DDT; després que es prohibís el DDT, es van usar els piretroides contra aquests insectes i, a partir de 2010, ja va aparèixer una soca de xinxes del llit resistent als piretroides, que ocasionaren una pandèmia.